# Brie Larson
Brie Larson, přechýleně Brie Larsonová (rodným jménem Brianne Sidonie Desaulniers; * 1. října 1989 Sacramento, Kalifornie) je americká herečka, zpěvačka a feministka. Svou kariéru zahájila v devadesátých letech, kdy hrála malé epizodní role v různých seriálech. První větší roli dostala v roce 2004 ve filmu Konec snění. Od roku 2009 hraje v seriálu Tara a její svět. Jako zpěvačka vydala v roce 2005 jedno album nazvané Finally Out of P.E.
Za ztvárnění hlavní role v dramatu Room získala v lednu 2016 cenu Zlatý glóbus za nejlepší ženský herecký výkon, v únoru 2016 získala Filmovou cenu Britské akademie za nejlepší ženský herecký výkon v hlavní roli a následně i Oscara v kategorii Nejlepší herečka v hlavní roli.

## Filmografie

### Film
| Rok  | Název                                   | Role                           | Poznámky                                          |
| ---- | --------------------------------------- | ------------------------------ | ------------------------------------------------- |
| 2001 | Madison                                 | závodnice č. 2                 |                                                   |
| 2004 | Přes noc třicítkou                      | členka Six Chick               |                                                   |
| 2004 | Konec snění                             | Liz Daniels                    |                                                   |
| 2006 | The Beautiful Ordinary                  | Beatrice Leep                  |                                                   |
| 2007 | Holky jdeme na to aneb putování tučňáků | jeden z tučňáků (hlas)         |                                                   |
| 2007 | Soví houkání                            | Angie                          |                                                   |
| 2009 | Váš dům, náš hrad                       | Suzy Decker                    |                                                   |
| 2009 | Právě Peck                              | Emily                          |                                                   |
| 2009 | Tanner Hall                             | Kate                           |                                                   |
| 2010 | Greenberg                               | Sara                           |                                                   |
| 2010 | Scott Pilgrim proti zbytku světa        | Natalie „Envy“ Adams           |                                                   |
| 2011 | Policejní divize Rampart                | Helen                          |                                                   |
| 2011 | The Babysitter                          | Slečna na hlídání              | krátkometrážní film                               |
| 2012 | 21 Jump Street                          | Molly Tracey                   |                                                   |
| 2012 | Blissovy trampoty                       | Stephanie Jouseski             |                                                   |
| 2012 | The Arm                                 |                                | krátkometrážní film; také režisérka a scenáristka |
| 2013 | Bitter Orange                           | Myrtle                         | krátkometrážní film                               |
| 2013 | Don Jon                                 | Monica Martello                |                                                   |
| 2013 | Dočasný domov                           | Grace                          |                                                   |
| 2013 | Weighting                               | role bez jména                 | krátkometrážní film; také režisérka a scenáristka |
| 2013 | Kouzlo přítomného okamžiku              | Cassidy                        |                                                   |
| 2014 | The Gambler                             | Amy Phillips                   |                                                   |
| 2015 | Hledači ohně                            | Max                            |                                                   |
| 2015 | Vykolejená                              | Kim                            |                                                   |
| 2015 | Room                                    | Joy „Ma“ Newsome               |                                                   |
| 2016 | Křížová palba                           | Justine                        |                                                   |
| 2017 | Kong: Ostrov lebek                      | Mason Weaver                   |                                                   |
| 2017 | Skleněný zámek                          | Jeannette Walls                |                                                   |
| 2017 | Unicorn Store                           | Kit                            | také režisérka a producentka                      |
| 2017 | Basmati Blues                           | Linda                          |                                                   |
| 2019 | Captain Marvel                          | Carol Danvers / Captain Marvel |                                                   |
| 2019 | Avengers: Endgame                       | Carol Danvers / Captain Marvel |                                                   |
| 2019 | Obhájce nevinných                       | Eva Ansley                     |                                                   |
| 2019 | V kapradí: Film                         | sama sebe                      | cameo                                             |
| 2021 | Shang-Chi a legenda o deseti prstenech  | Carol Danvers / Captain Marvel | cameo                                             |
| 2023 | Rychle a zběsile 10                     | Tess                           |                                                   |
| 2023 | The Marvels                             | Carol Danvers / Captain Marvel |                                                   |

### Televize
| Rok       | Název                           | Role                           | Poznámky                                                                  |
| --------- | ------------------------------- | ------------------------------ | ------------------------------------------------------------------------- |
| 1996–1998 | The Tonight Show with Jay Leno  | různé role                     |                                                                           |
| 1998      | To Have & to Hold               | Lily Quinn                     | 2 díly                                                                    |
| 1999      | Dotek anděla                    | Rachel                         | díl: Into the Fire                                                        |
| 1999      | Popular                         | Robin Robin                    | díl: Fall on Your Knees                                                   |
| 2000      | Then Came You                   | malá Allison                   | díl: Then Came Aidan's Ex                                                 |
| 2001–2002 | Raising Dad                     | Emily Stewart                  | hlavní role, 22 dílů                                                      |
| 2003      | Right on Track                  | Courtney Enders                | TV film                                                                   |
| 2003      | Hope & Faith                    | Sydney Shanowski               | nevysílaný pilotní díl                                                    |
| 2008      | Posel ztracených duší           | Krista Eisenburg               | díl: Slam                                                                 |
| 2009      | The Burg                        | dívka                          | díl: Change                                                               |
| 2009–2011 | Tara a její svět                | Kate Gregson                   | hlavní role, 36 dílů                                                      |
| 2011      | Liga snů                        | Ashley                         | 2 díly                                                                    |
| 2012      | NTSF:SD:SUV                     | Katerin                        | díl: The Real Bicycle Thief                                               |
| 2013      | Kroll Show                      | dívka z vysoké                 | 2 díly                                                                    |
| 2013–2014 | Zpátky do školy                 | Rachel                         | 3 díly                                                                    |
| 2015      | Comedy Bang! Bang!              | sama sebe                      | díl: Brie Larson Wears a Billowy Long-Sleeve Shirt and White Saddle Shoes |
| 2016      | Saturday Night Live             | sama sebe                      | díl: Brie Larson/Alicia Keys                                              |
| 2019      | Kam to bude?                    | sama sebe                      | díl: Samuel L. Jackson & Brie Larson                                      |
| 2019      | Jimmy Kimmel Live!              | sama sebe                      | dí: Brie Larson / Jamie Foxx                                              |
| 2019      | V divočině s Bearem Gryllsem    | sama sebe                      | díl: Brie Larson                                                          |
| 2020      | Animal Talking with Gary Whitta | sama sebe                      | díl: Brie Larson, DrLupo, Friskk, Kenny Fong                              |
| 2022      | Ms. Marvel                      | Carol Danvers / Captain Marvel | díl: Nic není normální                                                    |
| 2023      | Lessons in Chemistry            | Elizabeth Zott                 | připravovaný seriál; také výkonná producentka                             |

### Divadlo
| Rok  | Název    | Role       | Poznámky                      |
| ---- | -------- | ---------- | ----------------------------- |
| 2010 | Our Town | Emily Webb | Williamstown Theatre Festival |

### Hudební videa
| Rok  | Název                | Umělec                | Režisér       |
| ---- | -------------------- | --------------------- | ------------- |
| 2012 | Never Enough         | JJAMZ                 | Eddie O'Keefe |
| 2014 | Just One of the Guys | Jenny Lewis           | Jenny Lewis   |
| 2015 | No Cities to Love    | Sleater-Kinney        | Ali Greer     |
| 2017 | Family Feud          | Jay-Z (feat. Beyoncé) | Ava DuVernay  |